# Fanfiction
Fanfiction eller fanfiktion är ett begrepp för skönlitterära berättelser skapade av amatörer alternativt professionella skribenter som utspelar sig i redan existerande fiktiva universum, så kallad apokryfisk fiktion – oftast utan att upphovsrättsinnehavarens/upphovsmannens tillstånd inhämtats. Företeelsen är vanligt förekommande inom populärkultur och uppkommer vanligen i kölvattnen till populära tv-serier, tecknade serier, filmer, romaner och datorspel.
Fanfiction skapas med utgångspunkt i originalets värld, men exakt hur fritt fanfiction-författaren ställer sig till dess kanon varierar. Vanligen används figurer, begrepp och platser som redan är etablerade i förlagan, men dessa kan i sin tur sättas in i nya sammanhang och interagera med egenskapade rollfigurer för att på så sätt låta nya situationer uppstå och skapa nya berättelser. Även historier som beskriver ett till förlagan alternativt händelseförlopp är ett ofta förekommande berättargrepp.

## Definition
Fanfiction består av historier - av varierande längd - som hämtar sin utgångspunkt i ett redan existerande fiktivt universum. Författaren, som i de flesta fall är kvinnor, måste på något sätt hålla sig till dess kanon för att vidareberätta historien, genom att exempelvis ändra perspektiv på en passage, utveckla bifigurers roll eller ta vid där den ursprungliga kanon slutade. Ofta utnyttjas de logiska och narrativa luckor som kanon innehåller, vilka fanfictionförfattaren då alltså fyller i. Berättelserna var ursprungligen tvungna att ha en relativt stark koppling till kanon, men under 2000-talet har denna regel kommit att luckras upp något, vilket i sin tur har luckrat upp själva definitionen av vad fan fiction egentligen är: det har hävdats att de texter som inte är lika starkt kopplade till kanon egentligen inte är fanfiktion. Texter som håller sig långt från kanon kallas med ett begrepp Out of Character (OOC), och ses av många som en varning om att historien befinner sig för långt från källtexten.

### Historia
Termen myntades under 1960-talet, och betecknade då fan fiction-liknande historier om Mannen från UNCLE och Star Trek som i första hand kvinnor publicerade i olika fanzine. Fenomenet att bygga vidare på andras texter är dock betydligt äldre än så: Jean Rhys skrev till exempel 1966 Sargassohavet, som är en omskrivning av Jane Eyre ur den av samhället ansett galna bipersonen Berthas perspektiv. Författarna till fanfiction är relativt genomgripande, såsom termen antyder, väldigt engagerade i sin berättelses kanon, och inte helt sällan ifrågasätter eller kritiserar de genom sina texter aspekter av den ursprungliga texten - såsom sexualitet och könsstrukturer. Lindgren Leavenworth och Isaksson menar i sin essä om ämnet att "fan fiction från ett litteraturvetenskapligt perspektiv ses som skrivna läsningar, det vill säga som konkreta, kreativa exempel på läsares och tittares tolkningar och reaktioner."

### Transmedialitet
Texterna, som ofta skrivs under pseudonym och publiceras på arkivliknande webbplatser såsom FanFiction.Net och Twilightarchives.com, är relativt traditionella och använder sig av få hyperlänkar och andra liknande digitala fenomen. En del använder bilder, men de flesta av dessa ingår istället i den besläktade termen fanart. Fanfiction ofta har sin utgångspunkt i transmediala texter, vilket resulterar i att gränserna mellan fiktionsskapare och fiktionsbrukare i ganska hög grad uppluckras: "läsare blir författare och medskapare av dess mening, och därmed försvagas den auktoritet en originaltext och dess upphovsperson har."

## Olika former av fanfiction
En av de vanligaste typerna av fanfiction kallas slash, en genre som omfattar mer eller mindre explicita homoerotiska historier. Denna genre har sina rötter i 1970-talet då Star Trek-fans började skriva just sådana berättelser med kapten Kirk och Spock i huvudrollerna. Ordet "slash" kommer sig av att hopparningarna brukar skrivas till exempel Jack/Ianto eller J/I (för Jack Harkness och Ianto Jones i Torchwood). Oftast är personerna män, men på senare tid har slashbegreppet utvidgats till att även omfatta lesbiska historier, som då kallas femslash. Vissa communities inkluderar även heterosexuella hopparningar i detta begrepp.
I synnerhet tenderar produktioner inom fantastisk litteratur och film, såsom science fiction och fantasy, att ge upphov till fanfiction. Det skrivs dock även fanfiction om verkliga personer, t.ex. en populär artist, som då kallas RPF (Real People Fiction).

### Undergenrer
- PWP är en akronym för Plot? What Plot? (Intrig? Vilken intrig?), eller Porn Without Plot (Porr utan Intrig) (även kallat Pr0n eller Smut), och syftar på en berättelse som existerar endast för det sexuella innehållets skull. Den del av handlingen som inte involverar erotik är reducerad till ett minimum.
- Fluff är söta och romantiska berättelser som oftast är lättsamma och syftar till att väcka positiva känslor.
- Crack syftar på humoristiskt skrivna noveller, ofta med bisarra och oväntade inslag.
- MPREG är en förkortning för Male Pregnancy (Manlig gravididet) och innebär att en manlig karaktär blir gravid och oftast föder ett eller flera barn.
- AU står för Alternative Universe (Alternativt universum) vilket oftast innebär att författaren behåller originalkaraktärerna, till exempel Harry Potter och Draco Malfoy, men skapar en helt annan värld runt dem med andra förutsättningar än i originalverket. Harry Potter och Draco Malfoy kan till exempel vara två helt vanliga personer som jobbar som poliser i London. Författaren kan också välja att ignorera vissa händelser i originalserien, till exempel en karaktärs död, och utifrån detta "vad hade hänt om...?"-perspektiv väva en alternativ historia runt karaktärerna.
- Crossover, alternativt Xover (Överlappning) syftar på när författaren väljer att integrera minst två separata verk i en fanfiction, till exempel Sagan om Ringen och Harry Potter.
- Songfic (Sångberättelse) innebär att författaren baserar sin historia på en eller flera sånger, alternativt att berättelsen innehåller en eller flera sånger. Oftast inkluderas bara själva sångtexten, och läsaren får själv komma fram till hur låttexten passar ihop med karaktärerna och/eller situationen.
- Squick (Motbjudande) är när författaren väljer att skriva en berättelse med målet att få läsaren att bli upprörd och tycka att berättelsen är motbjudande. Det är väldigt individuellt vad som "squickar" en person. Vissa finner vuxenberättelser med sexuellt innehåll motbjudande, andra tycker att karaktärskombinationer som till exempel Hagrid och Dobby från Harry Potter med fokus på en romans mellan dem är motbjudande.